# Артемівський спиртовий завод
Артемівський спиртовий завод — підприємство харчової промисловості у місті Мерефа Харківської області.

## Історія
Підприємство було побудовано в 1840 році в селищі Артемівка на околиці слободи Мерефа Харківського повіту Харківської губернії Російської імперії. У 1896 році для виготовлення склотари тут же був побудований склозавод.

### 1917—1991
Після початку Першої світової війни 2 серпня 1914 було введено заборону на виробництво і продаж спиртних напоїв (після революції 1917 року і під час громадянської війни не дотримується). Після закінчення бойових дій завод був відновлений.
У грудні 1928 року Артемівка (разом із розташованими в ній підприємствами) увійшла до складу Мерефи.
До кінця 1930-х років спиртогорілчаний завод був одним із найбільших підприємств міста.
В ході Німецько-радянської війни і в період німецької окупації міста (21 жовтня 1941 — 5 вересня 1943) завод був зруйнований, але відповідно до четвертого п'ятирічного плану відновлення і розвитку народного господарства СРСР — відновлений.
За радянських часів завод входив до числа провідних підприємств міста.

### Після 1991
Після проголошення незалежності України завод перейшов у відання Державного комітету харчової промисловості України.
У березні 1995 року Верховна Рада України внесла завод до переліку підприємств, приватизація яких заборонена в зв'язку з їх загальнодержавним значенням.
Після створення в червні 1996 року державного концерну спиртової та лікеро-горілчаної промисловості «Укрспирт», комбінат був переданий у відання концерну «Укрспирт».
У 2002 році завод виробив 346,6 тис. дал. спирту, 713 т діоксиду вуглецю і 48,2 умовних т ферментів.
У зв'язку зі вступом України в СОТ на початку 2008 року завод пройшов сертифікацію на відповідність стандартам HACCP .
У липні 2010 року державний концерн «Укрспирт» був перетворений у державне підприємство «Укрспирт», завод залишився у віданні ДП «Укрспирт».
Економічна криза 2008 року ускладнила становище підприємства, але після шестимісячного простою в 2011 році, на початку листопада 2011 року завод відновив роботу.
У 2012 році завод знову зупинився, але після п'ятирічного простою в червні 2016 року на підприємстві почалися роботи по запуску виробництва.
У 2020 році завод продано співвласникам ФК Металіст 1925.